# Старий Боґушин
Старий Боґушин (пол. Stary Boguszyn) — село в Польщі, у гміні Червінськ-над-Віслою Плонського повіту Мазовецького воєводства.
Населення — 143 особи (2011).
У 1975-1998 роках село належало до Плоцького воєводства.

## Демографія
Демографічна структура станом на 31 березня 2011 року:
|          | Загалом | Допрацездатний вік | Працездатний вік | Постпрацездатний вік |
| -------- | ------- | ------------------ | ---------------- | -------------------- |
| Чоловіки | 73      | 18                 | 43               | 12                   |
| Жінки    | 70      | 14                 | 40               | 16                   |
| Разом    | 143     | 32                 | 83               | 28                   |